# Arendals kommun
Arendals kommun (norska: Arendal kommune) är en kommun i Agder fylke i södra Norge. Kommunens centralort är staden Arendal, som även är en av två centralorter i fylket.

## Administrativ historik
De första gränsjusteringarna sedan de norska kommunerna bildades på 1830-talet gjordes 1875 då mindre områden överfördes till Austre Molands och Øyestads kommuner. 1902 slogs Barbu kommun samman med stadskommunen Arendal. 1944 överfördes ett bebott område från Austre Molands kommun.
Den 1 januari 1992 skapades "storkommunen" Arendal av "gamla" Arendals kommun och de fyra kringliggande kommunerna Øyestad, Hisøy, Tromøy och Moland. Kommunen bytte i samband med denna sammanslagning kommunkod från 0903 till 0906. Sammanslagningen, vars folkliga stöd har skiftat, skedde efter beslut i Stortinget. En del stora satsningar har kunnat genomföras i den nya kommunen. 1998 invigdes kommunens nya bibliotek. 2005 stod ett nytt kultur- och rådhus färdigt där tidigare busscentralen Rutebilsstasjonen - ett känt landmärke - låg.

## Kommunvapen
Kommunvapnet godkändes genom kunglig resolution den 7 november 1924. Motivet är en krysseiler, ett segelfartyg från 1700-talet. Den äldsta återgivelsen i form av en stadsfana er lika gammal. Senare blev motivet också använt i stadens sigill. Arendal hade omkring 1870 Norges största flotta av segelfartyg.
Kommunen använder vapnet med en murkrona ovanpå skölden.

### Vapen för tidigare kommuner inom den nuvarande kommunen

Hisøy kommun (1986–1991)
Molands kommun (1983–1991)
Tromøy kommun (1985–1991)
Øyestads kommun (1985–1991)

## Natur
Kommunen har en utpräglad skärgårdskust med sund och vikar samt flera större öar: Tromøya, Hisøy, Flosta och Tverrdalsøya. Hisøya i väst skiljs från fastlandet av Nidelvas två utlopp, och har låga skogklädda åsar med höjder upp mot 100 m ö.h.. Tromøya är småkuperad, men med få punkter över 50 m ö.h. Längs den yttre delen av ön går en moränrygg som är en del av Raet; här finns rullestensöarna Tromlingene och Målen. Innanför kusten är terrängen starkt kuperad, i nord och nordöst småkuperad, skogklädd och växlande mellan hedar och fruktbara lägre områden. Hedarna når 150–180 m ö.h. Geologiskt är området av urbergsålder med bl.a. det järnmalmsrika Arendalsfältet.

## Tätorter
I Arendals kommun finns fyra tätorter:
- Arendal (centralort, delvis i Grimstads kommun)
- Kilsund
- Longum
- Rykene (delvis i Grimstads kommun)

Orten Kongshamn har tidigare räknats som en egen tätort men räknas numera som en del av tätorten Arendal.

## Socknar
Inom Norska kyrkan är Arendals kommun indelad i sex socknar:
- Barbu socken
- Hisøy socken
- Molands socken
- Trefoldighets socken
- Tromøy socken
- Øyestads socken

Socknarna ingår i Arendals prosteri i Agder og Telemarks stift.